# Mesochorus savoianus
Mesochorus savoianus är en stekelart som beskrevs av Schwenke 2004. Mesochorus savoianus ingår i släktet Mesochorus och familjen brokparasitsteklar. Inga underarter finns listade i Catalogue of Life.